# Ucieczka cienia
Ucieczka cienia (tyt. oryg. Shadows in Flight) to powieść science fiction napisana przez Orsona Scotta Carda, piąta część Sagi Cienia, podcyklu w ramach Sagi Endera. Wydanie oryginalne ukazało się w 2012 r. (Tor, ISBN 0-7653-3200-0), a polskie w 2016 r. (Prószyński i S-ka, ISBN 978-83-8069-345-6).
Troje dzieci Groszka i Petry odziedziczyło po ojcu „klucz Antona” – modyfikację genetyczną, która czyni ich geniuszami, ale jest przyczyną wczesnej śmierci. Kiedy naukowcom nie udaje się odnaleźć lekarstwa, Groszek wyrusza z dziećmi w kosmos, szukając rozwiązania. W przestrzeni napotykają statek kosmiczny robali, który stanowi śmiertelne zagrożenie, ale może być jednocześnie szansą na ratunek.